# Куртони, Элена
Элена Куртони (итал. Elena Curtoni; 3 февраля 1991 года в Морбеньо, Италия) — итальянская горнолыжница, победительница этапов Кубка мира. Специализируется в скоростных дисциплинах.
Младшая сестра горнолыжницы Ирене Куртони.

## Биография и спортивная карьера

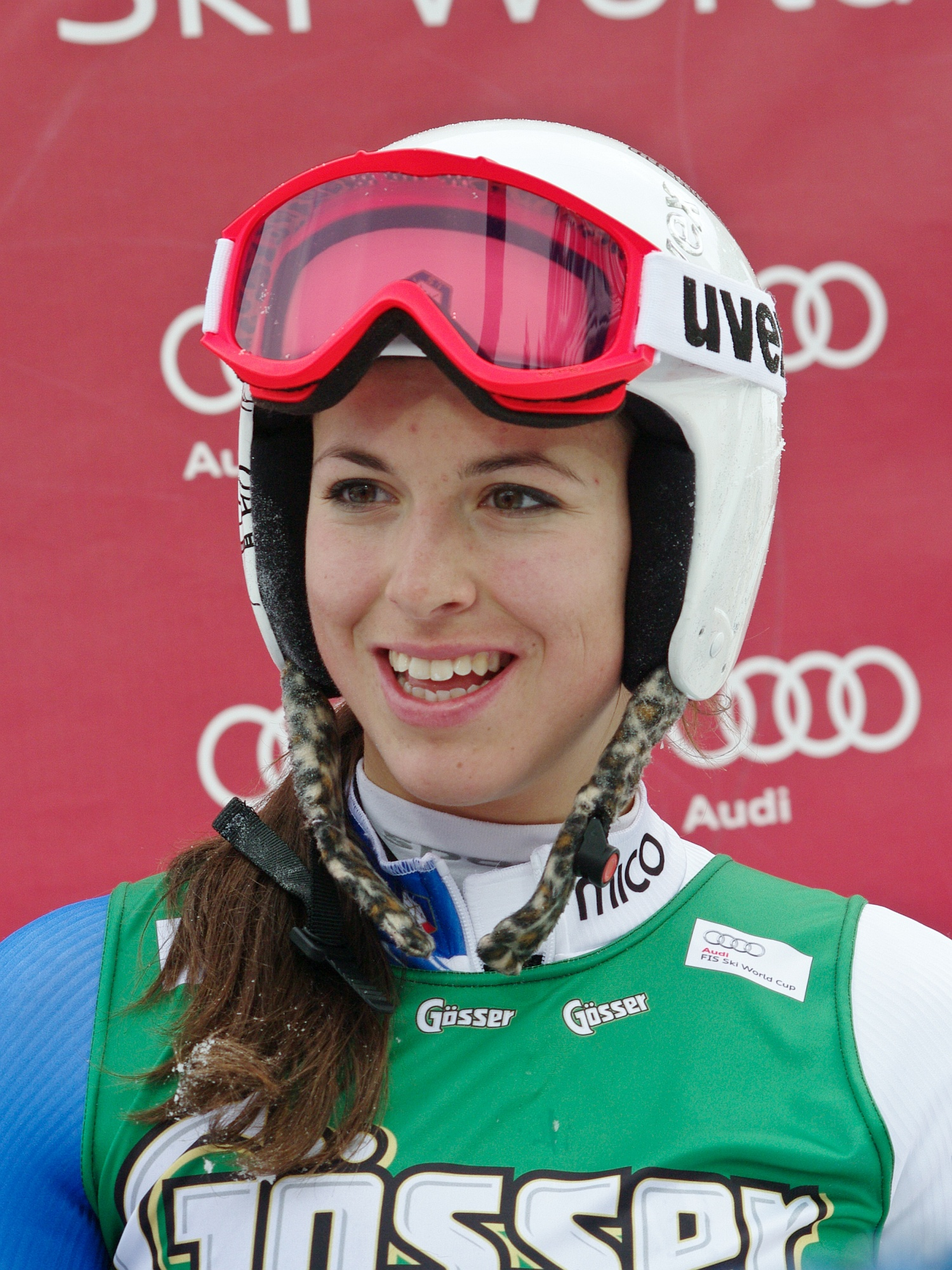
2010 год

В декабре 2006 года Элена впервые участвовала в гонке проводимой международной федерацией лыжного спорта FIS. В марте 2007 года она стала победителем чемпионата Италии среди юниоров в двух дисциплинах — слаломе и скоростном спуске. В этом же году она приняла участие в своём первом соревновании на Кубок Европы. В следующем сезоне на Кубке Европы Куртони завоевала первые очки в общий зачёт. В марте 2008 года она вновь победила на юниорском чемпионате Италии среди в слаломе. На чемпионате мира среди юниоров 2008 года, лучшим её результатом стало 24-е место в гигантском слаломе. Год спустя на чемпионате мира среди юниоров 2009 года в Гармиш-Партенкирхене она приняла участие во всех спусках, а её лучший личный результат — одиннадцатое место в слаломе. На чемпионате мира среди юниоров 2010 года в регионе Монблан она также участвовала во всех дисциплинах, а лучшими результатами стали — восьмое место в слаломе и девятое место в скоростном спуске.
11 января 2010 года в суперкомбинации она одержала первую победу на этапах Кубка Европы и по итогам сезона завоевала первое место в общем зачёте в дисциплине суперкомбинация. На этапах Кубка мира она также дебютировала в сезоне 2009/2010 годов.
С сезона 2010/11 годов она постоянно принимает участие в соревнованиях на Кубок мира. Первые очки в Кубке мира она завоевала 19 декабря 2010 года, заняв 23-е место в суперкомбинации в Валь-д’Изере. На чемпионате мира среди юниоров 2011 года в Кран-Монтане она выиграла в супергиганте. Через три дня она заняла итоговое шестое место в этой дисциплине на взрослом чемпионате мира 2011 года в Гармиш-Партенкирхене.
16 марта 2016 года Куртони впервые поднялась на подиум на этапе Кубка мира, заняв третье место в скоростном спуске в Санкт-Морице.
Во время тренировки на трассе гигантского слалома в Коппер Маунтин 17 ноября 2017 года она порвала крестообразную связку правого колена и выбыла до конца сезона, пропустив Олимпийские игры 2018 года. Вернулась на трассы Кубка мира в ноябре 2018 года. За весь сезон 2018/19 ни разу не смогла попасть в топ-10 на этапах Кубка мира. Не сумела пробиться в состав сборной Италии на чемпионат мира 2019 года в Оре.
Первую победу на этапах Кубка мира она одержала 25 января 2020 года в болгарском Банско на трассе скоростного спуска.
На чемпионате мира 2021 года в Кортине-д’Ампеццо заняла 4-е место в комбинации, но при этом отстала от бронзового призёра почти на 1,5 сек.
23 января 2022 года выиграла супергигант на этапе Кубка мира в Кортине-д’Ампеццо.
25 февраля 2022 года заняла пятое место в скоростном спуске на Олимпийских играх в Пекине, при этом выше Куртони оказались итальянки София Годжа и Надя Делаго.
16 декабря 2022 года выиграла третий в карьере этап Кубка мира, победив в скоростном спуске в Санкт-Морице.

## Выступления на крупнейших соревнованиях

### Чемпионаты мира
| Чемпионат мира           | Скоростной спуск | Супергигант  | Гигантский слалом | Слалом       | Комбинация   | Команды      | Паралл. гигантский слалом |
| ------------------------ | ---------------- | ------------ | ----------------- | ------------ | ------------ | ------------ | ------------------------- |
| 2011 Гармиш-Партенкирхен | —                | 6            | —                 | —            | 11           | —            | н/д                       |
| 2013 Шладминг            | —                | 18           | —                 | —            | 13           | —            | н/д                       |
| 2015 Бивер Крик          | —                | 10           | —                 | —            | DNF1         | —            | н/д                       |
| 2017 Санкт-Мориц         | —                | 5            | —                 | —            | DNF2         | —            | н/д                       |
| 2019 Оре                 | не выступала     | не выступала | не выступала      | не выступала | не выступала | не выступала | не выступала              |
| 2021 Кортина-д’Ампеццо   | 8                | 18           | DNS2              | —            | 4            | —            | —                         |
| 2023 Мерибель            | 13               | 15           |                   |              | 9            |              |                           |
| 2025 Зальбах             | —                | 9            | —                 | —            | 14           | —            | н/д                       |

### Кубок мира

#### Победы на этапах Кубка мира (3)
| № | Сезон   | Дата            | Место проведения  | Дисциплина           |
| - | ------- | --------------- | ----------------- | -------------------- |
| 1 | 2019/20 | 25 января 2020  | Банско            | Скоростной спуск     |
| 2 | 2021/22 | 23 января 2022  | Кортина-д’Ампеццо | Супергигант          |
| 3 | 2022/23 | 16 декабря 2022 | Санкт-Мориц       | Скоростной спуск (2) |